# Pontiac Grand Prix
La Grand Prix è un'autovettura prodotta dalla Pontiac dal 1962 al 2008.

## Il contesto
La vettura è stata introdotta nel 1962 come modello full-size. Originariamente era disponibile solamente in versione coupé. Appartenne alla categoria delle vetture full-size fino al 1987. L'anno successivo, con lancio della quinta serie, la Grand Prix fu infatti retrocessa nella categoria di vetture mid-size. Nell'occasione, il modello fu reso disponibile anche in versione berlina.
La Grand Prix fu offerta anche con carrozzeria hardtop, ma solo in occasione della commercializzazione della seconda serie. La cabriolet invece venne offerta solo nel 1967.

## La prima serie: (1962–1968)
La Grand Prix debuttò nel 1962 come allestimento della Catalina. Questa prima serie era, in sostanza, una coupé sportiva con un equipaggiamento differente da quello della "vettura madre". Rispetto alla Catalina, erano presenti delle parti cromate aggiuntive e degli interni di carattere sportivo, tra cui dei sedili singoli. All'epoca, infatti, negli Stati Uniti erano comuni i sedili anteriori a divanetto con leva del cambio sul piantone dello sterzo.

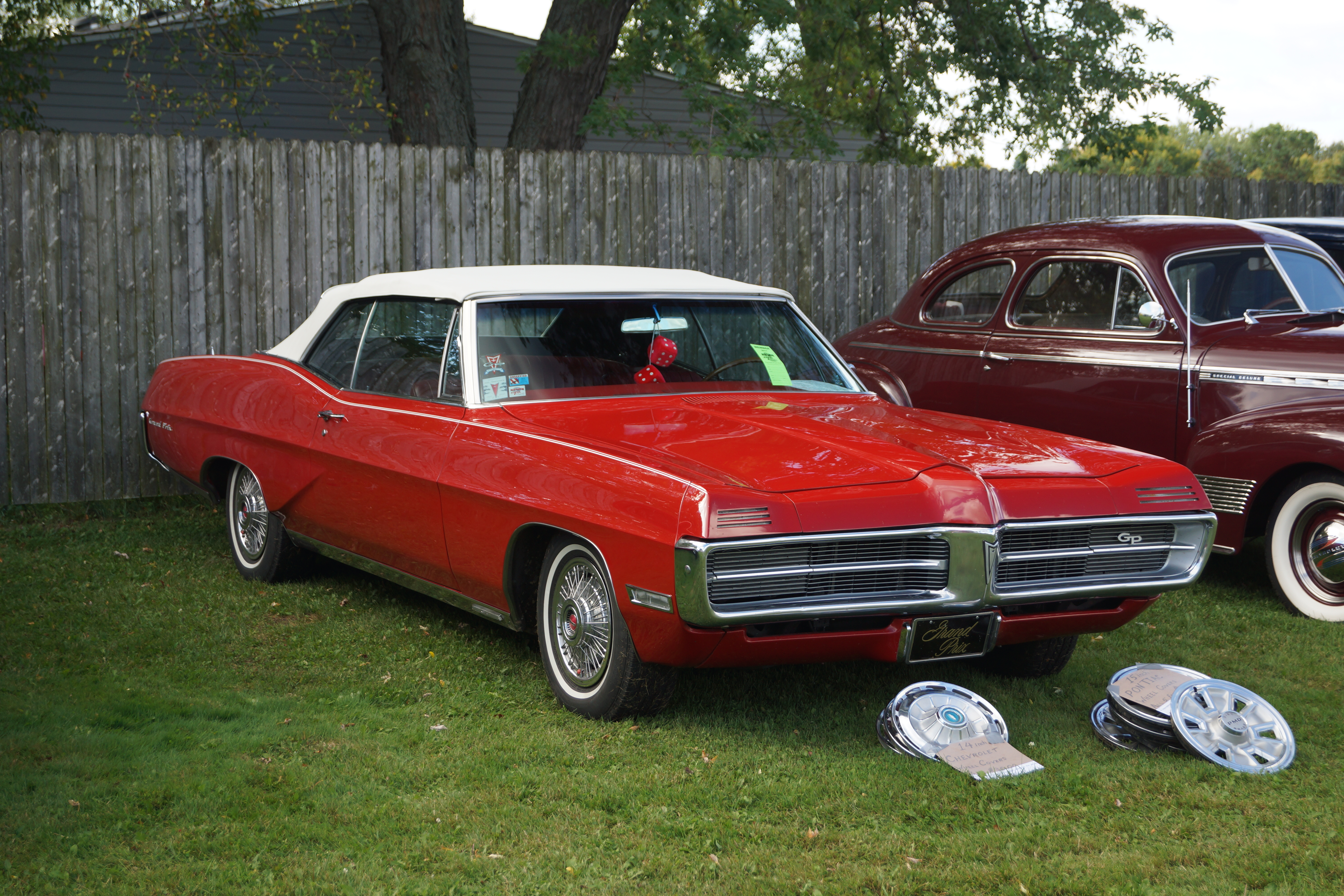
Una Pontiac Grand Prix cabriolet

I motori utilizzati erano quelli già usati sulla Catalina. Non si ebbero quindi nuovi propulsori specifici per la Grand Prix. Il motore montato di serie era un V8 da 6,4 L di cilindrata e 303 CV di potenza. Era anche disponibile una versione potenziata che erogava 350 CV. Gli altri motori disponibili per questa serie di Grand Prix furono dei V8 da 6,6 L, 6,9 L e 7 L. L'offerta dei cambi disponibili comprendeva due trasmissioni manuali, una a tre e l'altra a quattro rapporti, e un cambio automatico a tre marce.
Questa serie di Grand Prix era basata sul pianale B della General Motors e aveva installato il motore in posizione anteriore, mentre la trazione era posteriore.
Solo nel 1967 venne offerta la versione cabriolet. 

## La seconda serie: (1969–1972)
Nel 1969, in occasione del lancio della seconda serie, la Grand Prix diventò una serie a sé stante. Questa nuova generazione era leggermente più piccola della precedente, e si basava sulla LeMans.
All'inizio della commercializzazione, i motori disponibili furono dei V8 da 6,6 L e 7 L di cilindrata. Nel 1970 fu aggiunto all'offerta un V8 da 7,5 L. La potenza dei motori variava da 265 CV a 390 CV.
Nella gamma General Motors, la Grand Prix si collocava sotto la Buick Riviera, ma al di sopra della Chevrolet Monte Carlo.
Questa serie di Grand Prix era costruita sul pianale G della General Motors ed aveva installato il motore in posizione anteriore, mentre la trazione era posteriore.

## La terza serie: (1973–1977)
Nel 1973 tutti i modelli intermedi General Motors vennero rivisti e furono oggetto di un restyling, Grand Prix compresa. La Grand Prix perse le sue peculiarità, ed ora assomigliava notevolmente alla Chevrolet Monte Carlo.
All'inizio della commercializzazione della serie erano disponibili due motori V8 che avevano una cilindrata di 6,6 L e 7,5 L. Rispetto a quelli della generazione precedente, erano però meno potenti a causa dell'inasprimento, negli Stati Uniti, delle norme sulle emissioni inquinanti.
Dopo la crisi petrolifera del 1973 fu necessario limitare i consumi dei motori, e ciò venne ottenuto diminuendo le cilindrate. Nel 1975 fu quindi introdotto un nuovo motore V8 da 5,7 L, che fu seguito nel 1977 da un propulsore da 5 L.
Questa serie di Grand Prix era costruita sul pianale A della General Motors ed aveva installato il motore in posizione anteriore, mentre la trazione era posteriore. Fu disponibile solo con un tipo di carrozzeria, coupé due porte.

## La quarta serie: (1978–1987)
Dopo lo scoppio della crisi petrolifera nel 1973, la General Motors lasciò passare quattro anni prima di rivedere le proprie vetture. Per renderle più adatte ai più alti prezzi dei carburanti, i modelli vennero rimpiccioliti, e la Grand Prix non fu un'eccezione. La nuova serie della Grand Prix, lanciata nel 1977, era circa 300 mm più corta e circa 300 kg più leggera della generazione precedente. Come in precedenza, la Grand Prix rappresentava la coupé di lusso della Pontiac ed era strettamente legata alla Chevrolet Monte Carlo.
Il motore montato di serie era un V6 da 3,8 L di cilindrata fornito dalla Buick. Questo fu il primo propulsore a sei cilindri ad essere montato sulla Grand Prix. Era ancora disponibile il motore V8 da 5 L della serie precedente. Nel 1981 venne introdotto un motore Diesel V8 da 5,7 L, che però deluse in fatto di affidabilità e durata. Questo propulsore Diesel fu poi abbandonato nel 1985 anche a causa del prezzo di assemblaggio relativamente alto. Questa serie di Grand Prix è stata prodotta fino al 1987 senza grandi cambiamenti.
Questa serie di Grand Prix era costruita sul pianale A della General Motors dal 1978 al 1981 e sulla piattaforma G dal 1981 al 1987. Aveva installato il motore in posizione anteriore, mentre la trazione era posteriore. Fu disponibile solo con un tipo di carrozzeria, coupé due porte. Il cambio offerto era solo uno, l’Turbo-Hydramatic automatico a tre rapporti. 

## La quinta serie: (1988-1996)

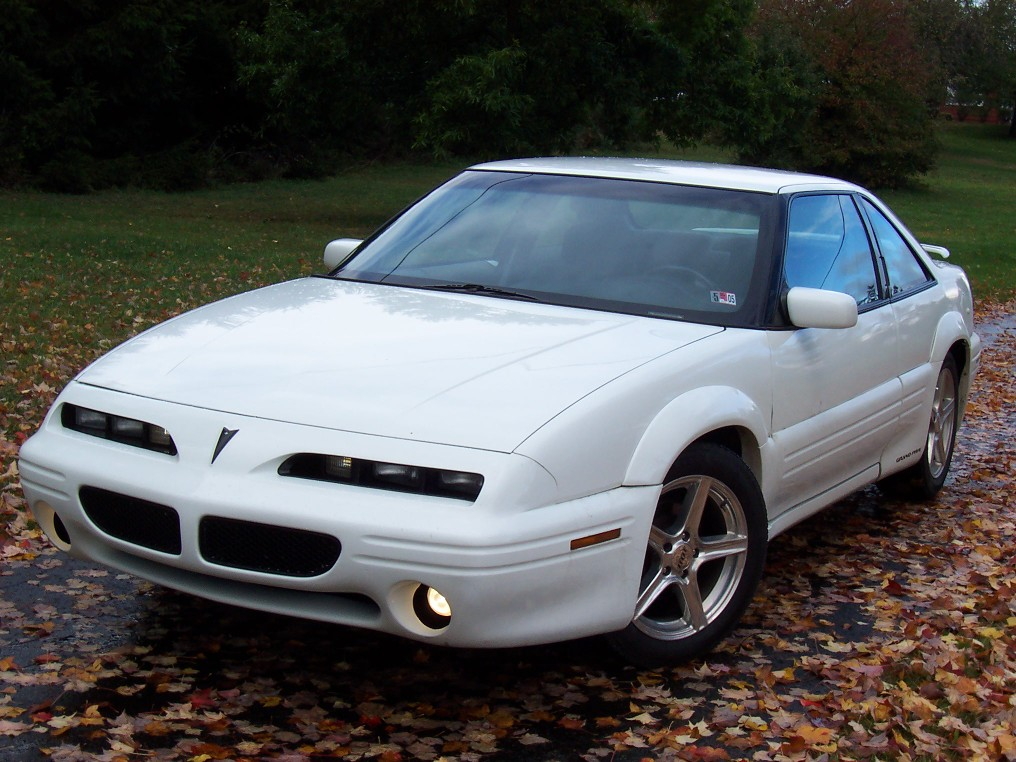
Una Pontiac Grand Prix prodotta dal 1994 al 1996

La quinta generazione del modello venne introdotta nel 1987 come model year 1988. Essa segnò un cambiamento radicale rispetto alle serie precedenti. Ciò si vide sia nella linea, che nella meccanica. La trazione, infatti, diventò, anteriore. Il modello ora era collegato all'Oldsmobile Cutlass Supreme ed alla Buick Regal. Questa serie di Grand Prix era disponibile con due carrozzerie, coupé due porte più la nuova versione berlina quattro porte, quest'ultima prodotta dal 1989. Gli allestimenti offerti erano due anch'essi, LE ed SE. La Grand Prix coupé vinse nel 1988 il premio Motor Trend Car of the Year per le ottime qualità possedute.
Il motore base era un V6 Chevrolet da 2,8 L di cilindrata erogante 130 CV di potenza. Esso era accoppiato ad un cambio manuale a cinque rapporti oppure ad una trasmissione automatica a tre marce. Quest'ultimo era montato di serie sulla versione SE. Rispetto alla serie precedente, le dimensioni del veicolo si ridussero notevolmente. Lo spazio interno rimase pressoché invariato, grazie alla razionalizzazione degli ingombri.
Nel 1989 venne introdotto un motore V6 da 3,1 L. Il condizionatore d'aria era offerto di serie.  Nello stesso anno venne introdotto un allestimento che comprendeva la versione sovralimentata del propulsore da 3,1 L che erogava 200 CV, dei cerchioni da 16 pollici, un telaio rivisto e dei parafanghi svasati. Questo allestimento fu sviluppato grazie alla collaborazione con la McLaren. Di questa serie speciale ne vennero prodotti 2.000 esemplari, che furono offerti solo di colore rosso o nero.
Nel 1990 venne introdotto un motore a quattro cilindri in linea da 2,3 L, mentre l'anno successivo fu lanciato un propulsore V6 da 3,4 L. Nel 1994 il modello fu oggetto di un restyling che coinvolse il frontale e la parte posteriore.
Questa serie di Grand Prix era costruita sulla prima generazione del pianale W della General Motors ed aveva installato il motore in posizione anteriore.

## La sesta serie: (1996-2003)
Nel 1996 la Grand Prix venne rivista profondamente. Questa nuova serie del modello era disponibile in due versioni, berlina quattro porte e coupé due porte. Il motore disponibile alla base dell'offerta era un V6 da 3,1 L. Completava la gamma un V6 da 3,8 L che era disponibile sia in versione aspirata che sovralimentata.
Una variante della sesta serie della Grand Prix, prodotta in 2.000 esemplari, è stata la safety car della Daytona 500. Dal 2002 al 2008 questa generazione della Grand Prix è stata anche assemblata in Russia. 
Questa serie di Grand Prix era costruita sulla seconda generazione del pianale W della General Motors ed aveva installato il motore in posizione anteriore. Anche la trazione era anteriore. La tipologia di cambio offerto solo uno, automatico a quattro rapporti. I modelli di trasmissioni furono però tre, 4T60-E, 4T65-E e  4T65E-HD.

## La settima serie: (2004-2008)
Nel 2004 è stata introdotta la settima serie della Grand Prix. Era disponibile solo in versione berlina. Il motore base era un V6 da 3,8 L di cilindrata, che era offerto anche in versione sovralimentata. Nel 2005 gli fu affiancato un motore V8 da 5,3 L, che era già utilizzato sulla Chevrolet Impala.
Questa serie di Grand Prix era costruita sulla terza generazione del pianale W della General Motors e aveva installato il motore in posizione anteriore. Anche la trazione era anteriore. Fu disponibile solo con un tipo di carrozzeria, berlina quattro porte. L'unico cambio offerto era automatico a quattro rapporti.
Nel 2008 la Grand Prix fu tolta definitivamente dal mercato e venne sostituita dalla G8.